# Odontotaenius cuspidatus
Odontotaenius cuspidatus là một loài bọ cánh cứng trong họ Passalidae. Loài này được Truqui miêu tả khoa học năm 1857.